# Dolmen del Mellizo
Der Dolmen del Mellizo (auch el Mellizo, Aceña Borrega, Anta de la Marquesa oder Data III genannt) liegt im Dorf Aceña de la Borrega in der Gemeinde Valencia de Alcántara in der Provinz Cáceres, in der Extremadura in Spanien.
Er ist einer der wenigen Dolmen der Extremadura, deren Kammer noch von einem horizontal aufliegenden, überstehenden Deckstein bedeckt wird, aber der Hügel ist völlig abgetragen. Dagegen sind der kurze Gang (zwei Plattenreste) und der Zugang zur Kammer durch einen geteilten Schwellenstein erhalten. Der ins 4. oder 3. Jahrtausend v. Chr. zu datierende Dolmen ist eine Megalithanlage, die im benachbarten Portugal als Anta bezeichnet wird. Der Dolmen aus Granitplatten hat eine ovale Kammer und besteht aus acht Trag- oder Seitensteinen, einige von ihnen zerbrochen. Sie hat einen Durchmesser von etwa 3,0 m × 3,6 m und eine Höhe von etwa 2,5 m.
Obwohl der Dolmen bereits geplündert war, wurde er 1985 von Primitiva Bueno Ramírez ausgegraben, der einige Überreste der Grabbeigaben wie Keramikscherben, Pfeilspitzen und andere Objekte finden konnte.
Es gab einen Dolmen von der gleichen Art in der Nähe, der aber verloren ging. Etwa 300 Meter entfernt liegen die Anlagen Data I und II. Letztere ist in schlechtem Zustand, hat aber eine der größten Kammern und der Dolmen 2 von Cajirón.